# Kirche Dittershausen

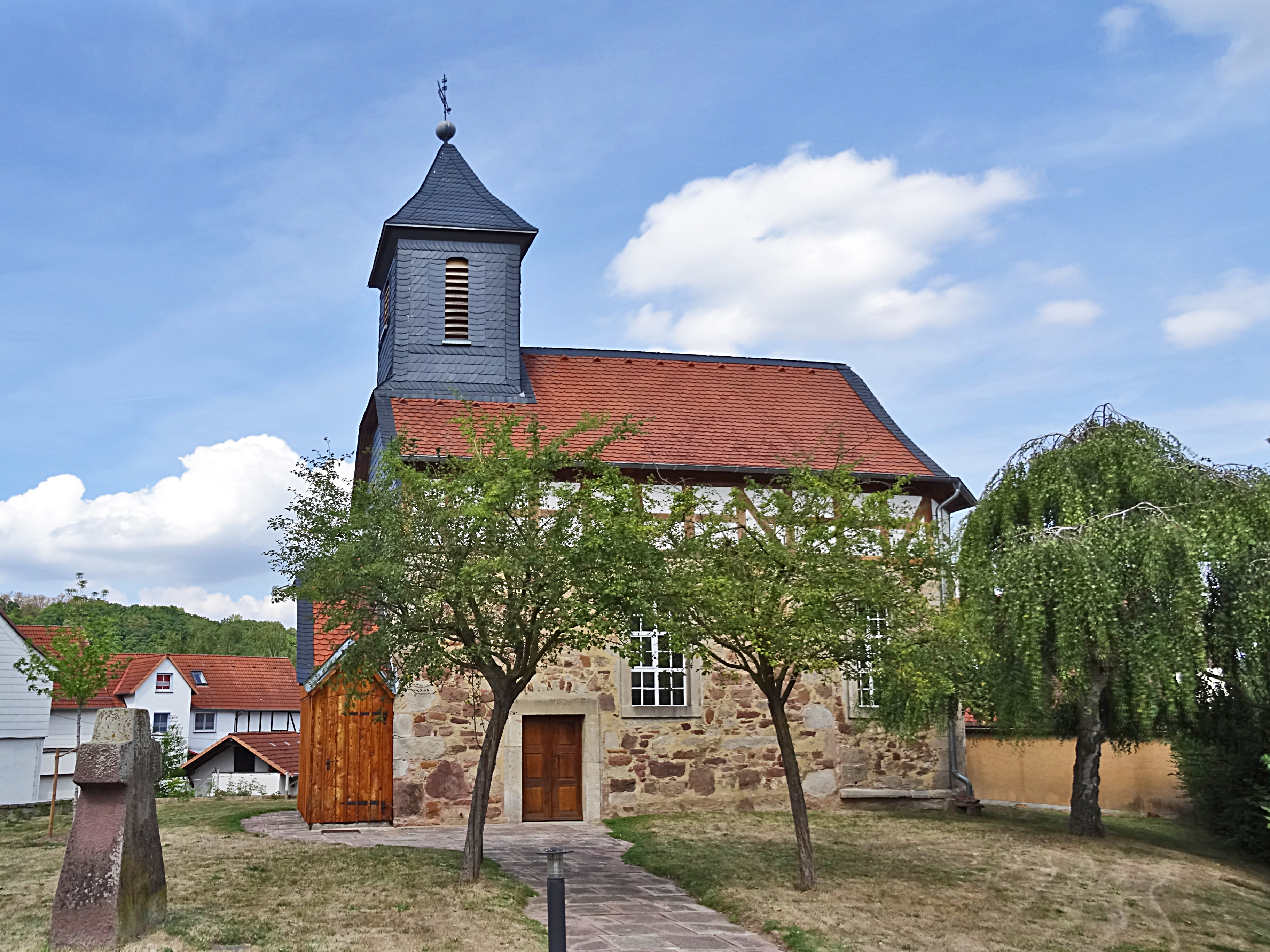
Kirche Dittershausen

Kirche Dittershausen steht in Dittershausen, einem Ortsteil von Fuldabrück im Landkreis Kassel in Hessen. Die Kirchengemeinde gehört zum Kirchenkreis Kaufungen im Sprengel Kassel der Evangelischen Kirche von Kurhessen-Waldeck.

## Beschreibung
Die Saalkirche ist im Kern mittelalterlich. Sie wurde 1778/79 erneuert. Dabei wurde sie mit einem Geschoss aus Holzfachwerk aufgestockt und nach Osten verlängert, wo sie einen dreiseitigen Abschluss hat. Im Westen erhebt sich aus dem Satteldach des Kirchenschiffs ein quadratischer schiefergedeckter Dachturm, der mit einem Pyramidendach bedeckt ist. Der Innenraum ist mit einem Tonnengewölbe überspannt. Auf der Empore steht eine kleine Orgel, die 1751 gebaut wurde, aber erst 1896 in die Kirche kam. Zur Kirchenausstattung gehören ein schlichter Altar und eine hölzerne Kanzel.